# Slow Grenade
"Slow Grenade" é uma música da cantora inglesa Ellie Goulding, com a participação do cantor norte-americano Lauv. A canção foi lançada em 30 de junho de 2020 através da Polydor Records, como terceiro single do quarto álbum de estúdio de Goulding, Brightest Blue. Foi escrita por Goulding, Lauv, Leland, Joe Kearns e OZGO, sendo produzida pelos dois últimos citados. Na música, o par descreve a dificuldade de seguir em frente de um relacionamento doentio.

## Antecedentes e lançamento
Goulding anunciou a música nas redes sociais em 29 de junho. A canção foi lançada em 30 de junho e um vídeo da letra foi lançado em 3 de julho.

## Desempenho nas tabelas musicais
| Tabela musical (2020)                         | Melhor posição |
| --------------------------------------------- | -------------- |
| Estados Unidos (Billboard Digital Song Sales) | 31             |
| Nova Zelândia Hot Singles (RMNZ)              | 12             |

## Histórico de lançamento
| Região    | Data                | Formato                    | Gravadora       | Ref.        |
| --------- | ------------------- | -------------------------- | --------------- | ----------- |
| Mundo     | 30 de junho de 2020 | Download digital streaming | Polydor Records | [ 8 ] [ 9 ] |
| Austrália | 3 de julho de 2020  | Contemporary hit radio     | UMA Polydor     | [ 10 ]      |